# مورين كوريغان
مورين كوريغان (بالإنجليزية: Maureen Corrigan) هي صحفية أمريكية، ولدت في 30 يوليو 1955 في نيويورك في الولايات المتحدة.